# Травянка (Павлодарская область)
Травянка (каз. Травянка) — село в Успенском районе Павлодарской области Казахстана. Село входит в состав Козыкеткенского сельского округа. Расположено примерно в 13 км к северо-западу от Успенки. Код КАТО — 556435300.

## Население
В 1999 году население села составляло 135 человек (70 мужчин и 65 женщин). По данным переписи 2009 года, в селе проживало 92 человека (45 мужчин и 47 женщин).